# (3649) Guillermina
(3649) Guillermina es un asteroide perteneciente al cinturón de asteroides, descubierto el 26 de abril de 1976 por el equipo del Observatorio Félix Aguilar desde el Complejo Astronómico El Leoncito, San Juan, Argentina.

## Designación y nombre
Designado provisionalmente como 1976 HQ. Fue nombrado Guillermina en homenaje a “Guillermina Martín de Cesco” esposa del astrónomo argentino Carlos Ulrrico Cesco y madre del astrónomo Mario Reynaldo Cesco.